# Герман Костянтин Дмитрович
Костянти́н Дми́трович Ге́рман — молодший сержант Збройних сил України, учасник російсько-української війни.

## З життєпису
Пополудні 22 лютого 2019 року терористичні сили розпочали обстріл одного із взводних опорних пунктів батальйонної тактичної групи 79-ї бригади з автоматичних станкових гранатометів. Українські захисники відчутно відповіли; молодший сержант Костянтин Герман своїми пострілами з гранатомета змусив ворога припинити вогонь. Цього часу терористи з іншої позиції здійснили по опорному пункту вистріл із ПТРК. Керована ракета розірвалася неподалік від молодшого сержанта, Костянтин Герман зазнав поранення. Військовику було надано першу медичну допомогу та евакуйовано до мобільного госпіталю.
З початком повномасштабного російського вторгнення в Україну служив командиром десантно-штурмового відділення десантно-штурмового відділення десантно-штурмового взводу десантно-штурмової роти 87-го окремого аеромобільного батальйону Десантно-штурмових військ Збройних сил України. Загинув 3 березня 2022 року. Разом із ним у запеклому бою проти російського окупанта загинули співслуживці солдат Іван Гай, солдат Марин Мельников, солдат Максим Залевський та молодший сержант Андрій Четверіков.

## Нагороди та вшанування
- орден «За мужність» II ступеня (2022, посмертно) — за особисту мужність і самовіддані дії, виявлені у захисті державного суверенітету та територіальної цілісності України, вірність військовій присязі.
- Указом Президента України № 742/2019 від 10 жовтня 2019 року за «особисту мужність і самовіддані дії, виявлені у захисті державного суверенітету та територіальної цілісності України» нагороджений орденом «За мужність» III ступеня[2].
- Розпорядженням Чернівецької обласної державної адміністрації від 6 грудня 2019 року нагороджений ювілейною відзнакою «100 років Буковинському віче»[3].